# ماتي دالي
ماتي دالي (بالإنجليزية: Matty Daly)‏ هو لاعب كرة قدم بريطاني في مركز الوسط، ولد في 10 مارس 2001 في ستوكبورت في المملكة المتحدة. لعب مع هدرسفيلد تاون.